# Sevenoaks Weald
Sevenoaks Weald es una parroquia civil y un pueblo del distrito de Sevenoaks, en el condado de Kent (Inglaterra).

## Geografía
Según la Oficina Nacional de Estadística británica, Sevenoaks Weald tiene una superficie de 8,97 km².

## Demografía
Según el censo de 2001, Sevenoaks Weald tenía 1153 habitantes (47,27% varones, 52,73% mujeres) y una densidad de población de 128,54 hab/km². El 21,94% eran menores de 16 años, el 68,34% tenían entre 16 y 74 y el 9,71% eran mayores de 74. La media de edad era de 42,06 años. Del total de habitantes con 16 o más años, el 17,67% estaban solteros, el 66,44% casados y el 15,89% divorciados o viudos.
El 91,59% de los habitantes eran originarios del Reino Unido. El resto de países europeos englobaban al 1,73% de la población, mientras que el 6,68% había nacido en cualquier otro lugar. Según su grupo étnico, el 98,27% eran blancos, el 0,69% mestizos, el 0,52% asiáticos y el 0,26% chinos. El cristianismo era profesado por el 78,31%, el budismo por el 0,26%, el hinduismo por el 0,26%, el judaísmo por el 0,43%, el sijismo por el 0,26% y cualquier otra religión, salvo el islam, por el 0,35%. El 14,09% no eran religiosos y el 6,05% no marcaron ninguna opción en el censo.
507 habitantes eran económicamente activos, 499 de ellos (98,42%) empleados y 8 (1,58%) desempleados. Había 474 hogares con residentes y 17 vacíos.